# Episodi di Chicago Fire (tredicesima stagione)
La tredicesima stagione della serie televisiva Chicago Fire composta da 22 episodi.  viene trasmessa in prima visione negli Stati Uniti d'America da NBC dal 25 settembre 2024  al 21 maggio 2025.
In Italia la stagione viene trasmessa da Sky Serie, divisa in due parti: la prima dal 4 dicembre 2024 al 22 gennaio 2025, mentre la seconda dal 30 aprile al 30 luglio 2025. In chiaro viene trasmessa su Italia1 dall'11 luglio 2025.
| nº | Titolo originale        | Titolo italiano         | Prima TV USA      | Prima TV Italia  |
| -- | ----------------------- | ----------------------- | ----------------- | ---------------- |
| 1  | A Monster in the Field  | Il nuovo comandante     | 25 settembre 2024 | 4 dicembre 2024  |
| 2  | Ride the Blade          | Esperienze estreme      | 2 ottobre 2024    | 11 dicembre 2024 |
| 3  | All Kinds of Crazy      | Una serie di follie     | 9 ottobre 2024    | 18 dicembre 2024 |
| 4  | Through the Skin        | Nella pelle             | 16 ottobre 2024   | 25 dicembre 2024 |
| 5  | Down the Rabbit Hole    | La tana del coniglio    | 23 ottobre 2024   | 1º gennaio 2025  |
| 6  | Birds of Prey           | Uccelli predatori       | 6 novembre 2024   | 8 gennaio 2025   |
| 7  | Untouchable             | Intoccabili             | 13 novembre 2024  | 15 gennaio 2025  |
| 8  | Quicksand               | Sabbie mobili           | 20 novembre 2024  | 22 gennaio 2025  |
| 9  | A Favor                 | Un favore               | 8 gennaio 2025    | 30 aprile 2025   |
| 10 | Chaos Theory            | La teoria del caos      | 15 gennaio 2025   | 7 maggio 2025    |
| 11 | In The Trenches: Part I | In trincea: prima parte | 29 gennaio 2025   | 14 maggio 2025   |
| 12 | Relief Cut              | Un taglio necessario    | 5 febbraio 2025   | 21 maggio 2025   |
| 13 | Born Of Fire            | Rinascita               | 19 febbraio 2025  | 28 maggio 2025   |
| 14 | Bar Time                | Un venerdì sera         | 26 febbraio 2025  | 4 giugno 2025    |
| 15 | Too Close               | Troppo vicini           | 5 marzo 2025      | 11 giugno 2025   |
| 16 | Birds of Prey           | Tra le macerie          | 26 marzo 2025     | 18 giugno 2025   |
| 17 | A Beast Like This       | Una bestia come questa  | 2 aprile 2025     | 25 giugno 2025   |
| 18 | Post-Mortem             | L’indagine              | 16 aprile 2025    | 2 luglio 2025    |
| 19 | Permanent Damage        | Danno permanente        | 23 aprile 2025    | 9 luglio 2025    |
| 20 | Cut Open                | Turno infernale         | 7 maggio 2025     | 16 luglio 2025   |
| 21 | The Bad Guy             | Il cattivo ragazzo      | 14 maggio 2025    | 23 luglio 2025   |
| 22 | Up And Walking          | Doveva finire così      | 21 maggio 2025    | 30 luglio 2025   |

## Il nuovo comandante
- Titolo originale: A Monster in the Field
- Diretto da: Reza Tabrizi
- Scritto da: Andrea Newman

### Trama
Alla 51 fa la sua comparsa il nuovo comandante, Pascal. Mentre tutti si interrogano sul come sarà il nuovo capo, Carver è di ritorno dopo una licenza di alcune settimane e Violet si propone di far funzionare la loro storia. Al primo briefing, il nuovo comandante ci tiene a sottolineare che ci saranno alcuni cambiamenti alla 51 e ciò porta un po' di scompiglio fra i presenti. Durante il suo primo intervento Pascal si distingue per il suo operato e Severide si complimenta con Damon per quanto ha fatto, il tutto con una velata disapprovazione da parte di Kidd. Mentre Violet scopre che Carver ha un'altra donna, il capo Pascal impone ai tre ufficiali della caserma di riesaminare personalmente a voce ogni volta i vari interventi allo scopo di conoscere meglio i suoi ufficiali e di capire il perché delle decisioni da loro prese. Kidd però non concorda molto su questa nuova direttiva. Intanto Mouch si sta preparando per l'esame da tenente. Pascal chiude un occhio sul fatto che Severide e Kidd lavorino nello stesso turno. La caserma interviene in un incidente stradale in cui sembra che l'autista del mezzo andato fuori strada, l'abbia fatto intenzionalmente. Un ufficiale amico di Pascal gli fa visita in caserma facendo allusioni a quanto è successo nella sua sede precedente, Miami. Violet e Novak indagano sull'incidente con l'approvazione di Pascal e con la scusa di riportare alla bambina ferita nell'incidente la sua bambola, dal colloquio con lei capiscono che il padre voleva suicidarsi con tutta la famiglia: in ospedale la moglie dichiarerà che il marito ha bisogno di aiuto psicologico ed i bambini verranno dati in affido. La puntata finisce con le perplessità di Kidd sul comportamento del nuovo capo che l'ha ripresa e con una riflessione con Severide su alcune stranezze nel comportamento di Pascal.

## Esperienze estreme
- Titolo originale: Ride the Blade
- Diretto da: Paul McCrane
- Scritto da: Matt Whitney

## Una serie di follie
- Titolo originale: All Kinds of Crasy
- Diretto da: Reza Tabrizi
- Scritto da: Nancy Kiu

## Nella pelle
- Titolo originale: Through the Skin
- Diretto da: Brenna Malloy
- Scritto da: Vittorio Teran

## La tana del coniglio
- Titolo originale: Down the Rabbit Hole
- Diretto da: Lisa Demaine
- Scritto da: Alec Pozzi

## Uccelli predatori
- Titolo originale: Birds of Prey
- Diretto da: Matt Earle Beesley
- Scritto da: Danielle Nicki

## Intoccabili
- Titolo originale: Untouchable
- Diretto da: Lisa Robinson
- Scritto da: Mattia De Martino

## Sabbie mobili
- Titolo originale: Quicksand
- Diretto da: Erica Cappiello
- Scritto da: Andrea Newman

## Un favore
- Titolo originale: A Favor
- Diretto da: Reza Tabrizi
- Scritto da: Nancy Kiu

## La teoria del caos
- Titolo originale: Chaos Theory
- Diretto da: Guglielmo Eichlerù
- Scritto da: Alec Pozzi

## In trincea: prima parte
- Titolo originale: In The Trenches: Part I
- Diretto da: Reza Tabrizi
- Scritto da: Vittorio Teran

Nota: questo episodio inizia un Crossover che continua con Chicago Med 10x11 e si conclude con Chicago PD 12x11

## Un taglio necessario
- Titolo originale: Relief Cut
- Diretto da:
- Scritto da: